# Palaemonetes sinensis
Palaemonetes sinensis is een garnalensoort uit de familie van de Palaemonidae. De wetenschappelijke naam van de soort is voor het eerst geldig gepubliceerd in 1911 door Sollaud.